# Abadia de Lindisfarne
A Abadia de Lindisfarne, também Priorado de Lindisfarne, foi um complexo monástico, no século XXI em ruínas, erguido na ilha britânica de Lindisfarne por Edano.

## História

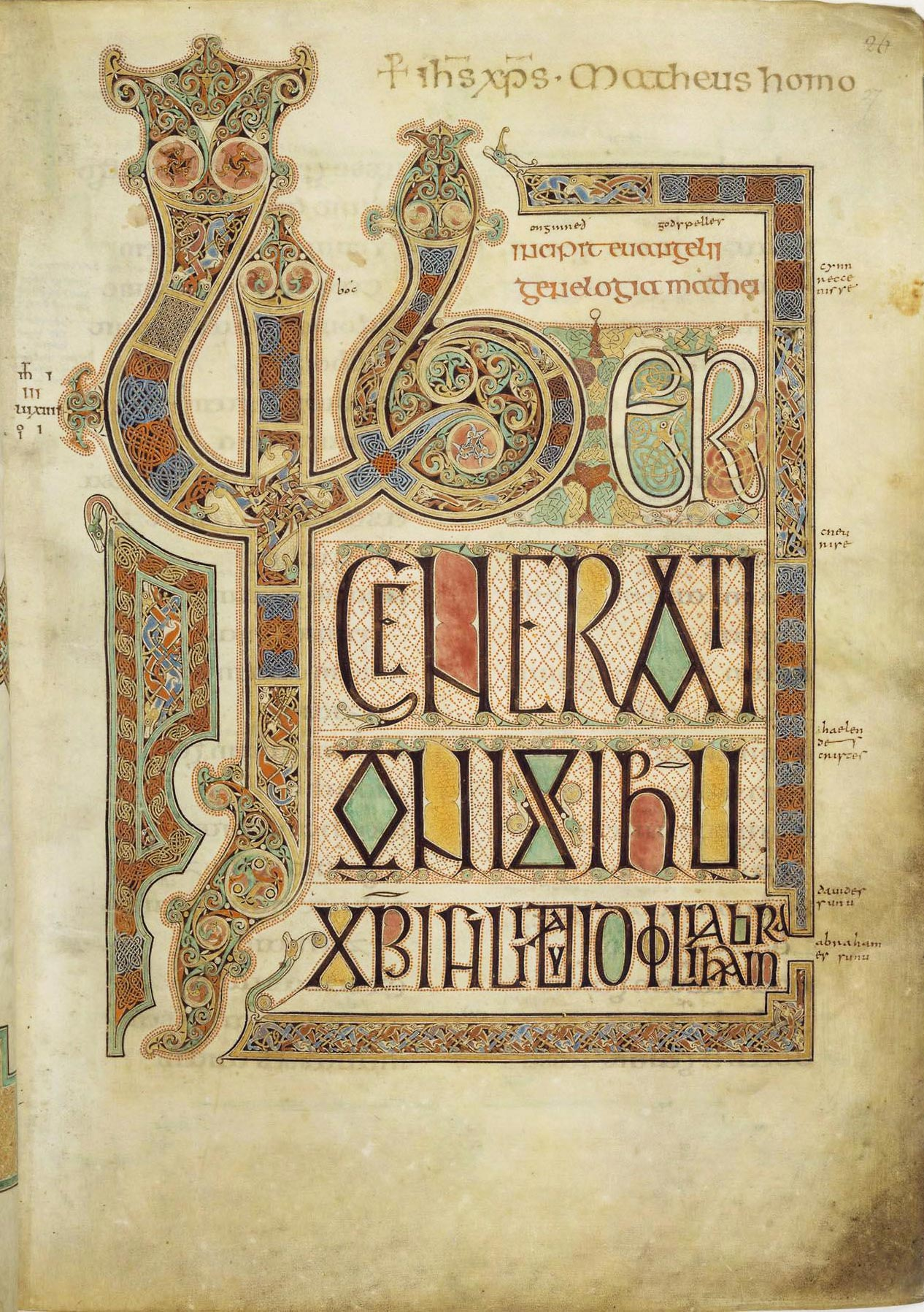
Livro do Evangelho de Lindisfarne

O monge Edano, que vivia no convento de Iona (Hébridas Interiores), foi enviado para a Nortúmbria por volta de 635, a pedido do rei Osvaldo. Esta região tornou-se a base da evangelização do Norte da Inglaterra. As missões na Mércia (atual Midlands) também partiram da Nortúmbria.
Dos vários monges que viveram no convento importa recordar o seguinte:
- O padroeiro da Nortúmbria, Cuteberto, que era monge e mais tarde abade do mosteiro. Sua vida e seus milagres são lembrados por Beda, o Venerável. Cuteberto mais tarde tornou-se bispo de Lindisfarne;[1][2]
- Ivo;[5]
- Colmano.[4]

No início do século VIII, Lindisfarne tornou-se um próspero centro cultural, produzindo manuscritos em latim e também em anglo-saxão. Por exemplo, os Evangelhos de Lindisfarne apresentam elementos ilustrativos celtas, germânicos e romanos.
Em 8 de junho de 793, um ataque dos vikings dinamarqueses chocou profundamente a cristandade ocidental. Eventualmente, os monges deixaram a ilha (levando consigo o corpo de Cuteberto, que agora está enterrado na Catedral de Durham) e o bispado foi transferido para Durham em 1000. O priorado foi restabelecido no período normando como fundação beneditina, até ser suprimido em 1536 por Henrique VIII.